# Elaphidion difflatus
Elaphidion difflatus là một loài bọ cánh cứng trong họ Cerambycidae.